# وصاف الشيرازي
وصاف الشيرازي (663 - 719 هـ) هو أديب و مؤرخ و من شعراء فارس في القرن الثامن الهجري.
هو شرف الدين، وقيل شهاب الدين عبد الله بن فضل الله بن عبد الله بن روز به اليزدي الشيرازي، المشهور بوصاف ووصاف الحضرة، والمشتهر في شعره بشرف. أصله من يزد ، وعاصر كلا من السلطان محمد غياث الدين خدابنده الايلخاني، والوزير عطا ملك الجويني وحظي لديهما. توفي في شيراز سنة 719 هـ، وقيل سنة 728 هـ، وقيل حدود سنة 730 هـ، ودفن بها.

## آثاره
له: «تاريخ معجم في آثار ملوك العجم» و «تجزية الأمصار وتجزية الأعصار» المعروف بتاريخ وصاف و «أصداف الأوصاف» و ديوان شعر، وله ثلاث مثنويات فارسية.